# Cypha seminulum
Cypha seminulum är en skalbaggsart som först beskrevs av Wilhelm Ferdinand Erichson 1839.  Cypha seminulum ingår i släktet Cypha, och familjen kortvingar. Arten är reproducerande i Sverige.